# Sándor Petőfi
Sándor Petőfi (Kiskőrös, 1º gennaio 1823 – Segesvár, 31 luglio 1849) è stato un poeta e patriota ungherese.

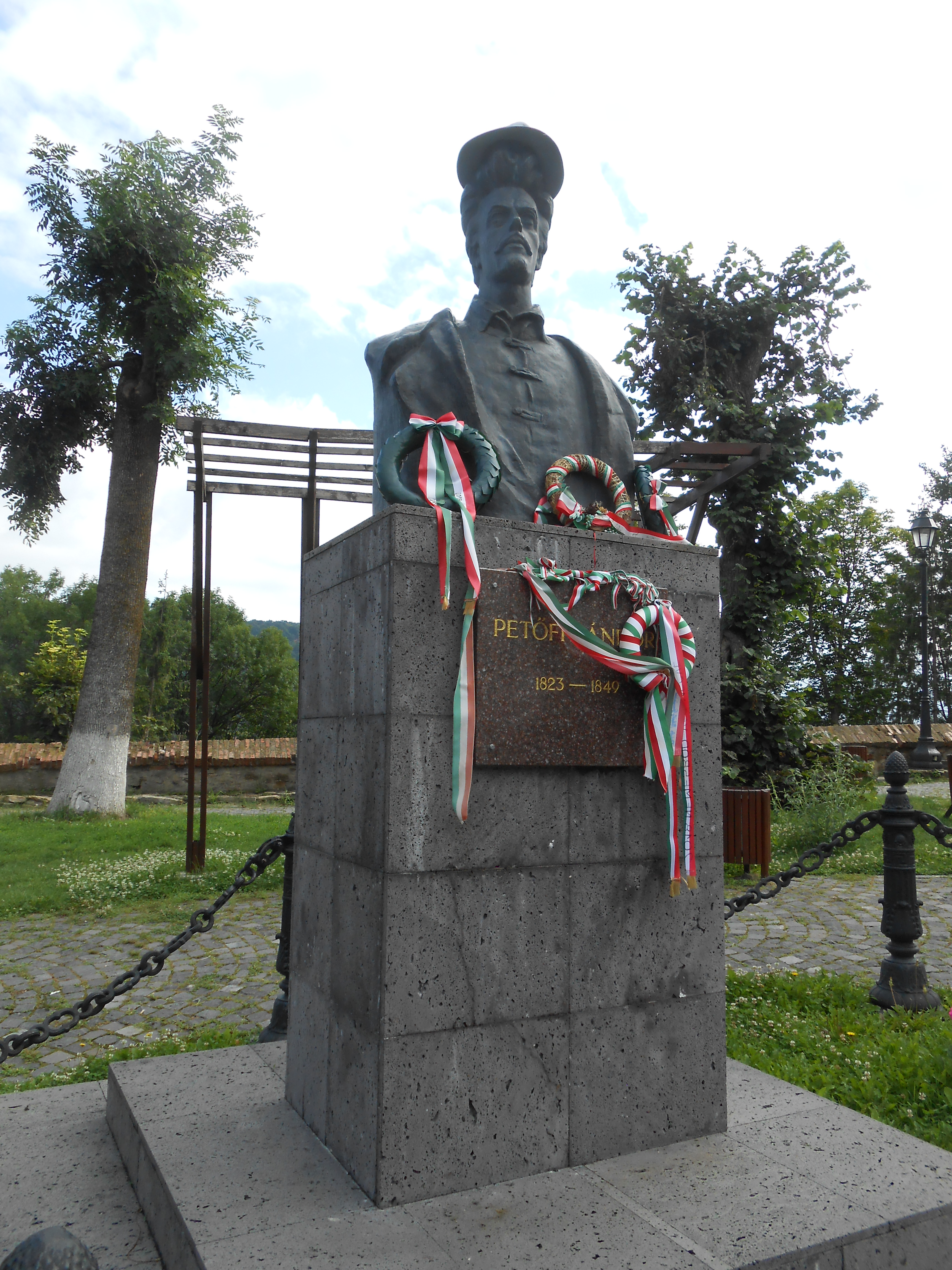
Monumento a Sándor Petőfi a Sighișoara

Petőfi è considerato il poeta nazionale ungherese del romanticismo, nonché una figura chiave della rivoluzione ungherese del 1848.
Suo padre, Stevan Petrović (in ungherese István Petrovics), era serbo, e sua madre, Mária Hrúzová, era slovacca. Nonostante ciò, Petőfi aveva una fortissima consapevolezza di essere ungherese, divenendo il capo spirituale dei gruppi rivoluzionari radicali, che volevano la totale indipendenza dell'Ungheria dalla monarchia asburgica.

## Biografia
Iniziò molto giovane la sua attività letteraria, creando una poesia rivoluzionaria nei temi e nelle forme rispetto alla tradizione poetica del suo Paese. I temi fondamentali della sua produzione lirica sono la libertà (in ungh. szabadság) e l'amore (in ungh. szerelem). Ad esempio scrive: 
Szabadság, szerelem!
E kettő kell nekem.
Szerelmemért föláldozom
Az életet,
Szabadságért föláldozom
Szerelmemet.
(La libertà, l'amore! / Di questi due ho bisogno. / Per l'amore io sacrifico la vita, / Per la libertà sacrifico l'amore.)
Compose un lungo poema narrativo intitolato Giovanni il prode (János Vitéz) (1845), e scrisse una parte della più grande poesia nazionale dell'Ungheria.
Petőfi si unì all'Esercito transilvano del generale rivoluzionario polacco Józef Bem, che stava combattendo con successo una campagna contro le truppe asburgiche, prima di essere ripetutamente sconfitto quando la Russia intervenne in aiuto dell'Austria.
L'8 settembre 1847 sposò Julia Szendrey da cui ebbe un figlio.
Morì nel 1849, a 26 anni, nella battaglia di Segesvár (attualmente Sighișoara, in Romania), una delle battaglie della rivoluzione ungherese del 1848 contro gli Asburgo, ed è considerato fra gli ungheresi come eroe e poeta nazionale.
Giosuè Carducci, in un saggio su Goffredo Mameli, paragona Petőfi al poeta italiano e a Theodor Körner, tutti e tre poeti e patrioti morti giovani in battaglia, in particolare Mameli e Petőfi trovarono entrambi la morte nel 1849 partecipando alle rivolte della primavera dei popoli.
Nel centro di Budapest è possibile visitare il Museo di Letteratura Petőfi, che da lui prende il nome. Al suo interno è presente un'esposizione permanente dedicata al poeta e alla sua vita.

## Opere (titoli originali)
- Versek, 1844
- A helység kalapácsa, 1844 (epopea comica)
- A királyok ellen[2] ("Contro i re"), 1844
- Cipruslombok Etelke sírjára, 1845
- János vitéz, 1845 (poema narrativo)
- Versek II, 1845
- Úti jegyzetek, 1845
- A hóhér kötele, 1846 (romanzo)
- Felhők (Nuvole), 1846
- Versei, 1846
- Tigris és hiéna, 1847 (novella)
- Összes költeményei, 1847
- Bolond Istók, 1847 (poema narrativo)
- Nemzeti dal ('Canto nazionale'), 1848
- Az apostol, 1848

A Petőfi si deve inoltre la traduzione in ungherese del Coriolano di Shakespeare, pubblicata nel 1847: essa fa parte di un progetto di traduzione di opere di Shakespeare al quale contribuirono anche János Arany e Mihály Vörösmarty.

## Le prime traduzioni italiane

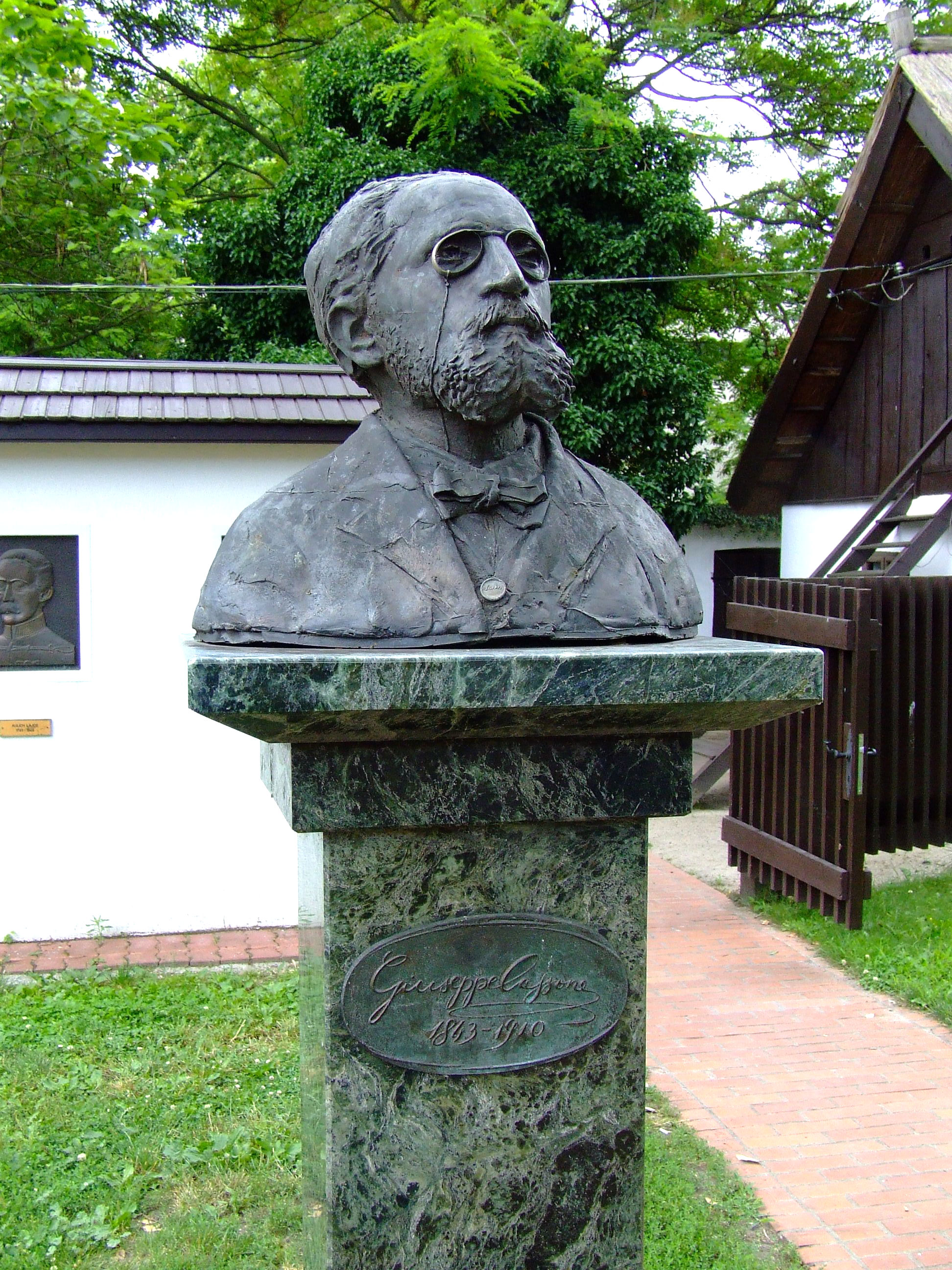
Busto del traduttore italiano Giuseppe Cassone nel giardino di Casa Petőfi a Kiskőrös (opera di Györgyi Lantos)

- Ignác Helfy: Alessandro Petőfi. Versi scelti - 200 opere tradotte e pubblicate nelle riviste Perseveranza (Milano, 1860–61) e Alleanza (Milano, 1862–1867).
- Federico Piantieri: Alessandro Petőfi poeta ungherese. Napoli, 1868.
- Giuseppe Cassone: Sogno incantato (Tündérálom). Assisi, 1874.
- Giuseppe Cassone: Il pazzo (Az őrült). Noto, 1879.
- Solone Ambrosoli: Sei poesie di A. Petőfi. Como, 1880.
- Tommaso Cannizzaro: In solitudine Carmina. Vol. II. Messina, 1880.
- Prospero E. Bolla: Le liriche di A. Petőfi, comprendente 71 poesie. Milano, 1880.
- Giuseppe Cassone: Foglie di cipresso sulla tomba di Etelke (Cipruslombok Etelke sírjára). Noto, 1881.
- Giuseppe Cassone: L'Apostolo, con introduzione di Ignác Helfy. Roma, 1886.
- L. Morandi e D. Ciampoli: Poeti stranieri. Lipsia, 1904.